# Mictió
Mictió (grec antic: Μίκτιον, llatí: Mictio) o Micitió (grec antic: Μικύθιον) fou un dirigent de Calcis, a Eubea, fidel als romans i oposat a la Lliga Etòlia en la guerra entre Antíoc III el Gran i Roma el 192 aC.
Va crear una lliga entre Calcis, Erètria i Carist organitzant la defensa del territori, i va rebutjar la proposta etòlia de mantenir-se neutral. L'any 170 aC va anar a Roma com a representant de la seva ciutat, i davant el senat romà va presentar una protesta per causa les extorsions i la crueltat de dos governadors romans a Grècia, Gai Lucreci i Luci Hortensi. Mictió, que era coix, va rebre el privilegi del senat de fer la seva exposició en llitera, un privilegi mai no vist, i al seu retorn a Brundísium va poder fer tot el camí amb un carruatge pagat pel tresor públic, segons Titus Livi.